# Mosteirô
Pour les articles homonymes, voir Mosteiró.
Mosteirô, officiellement Mosteiró avant 2013, est une ancienne paroisse civile portugaise (en portugais : freguesia) de la municipalité de Santa Maria da Feira dans le district d'Aveiro, intégrée à São Miguel de Souto e Mosteirô.

## Histoire
Le toponyme Moesteiroo apparaît en 1251. Son nom fait référence à un ancien monastère, documenté depuis le XIe siècle.
La paroisse de Mosteirô, qui regroupe les villages de Proselha, Agoncida, Monte et Murtosa, est d'abord connue sous le nom de Santo André de Proselha du XIIIe siècle au XVIIe siècle.
La loi no 11-A/2013 du 28 janvier 2013, portant réorganisation administrative du territoire des freguesias, fusionne Mosteirô avec la paroisse voisine de Souto pour former l’União das freguesias de São Miguel do Souto e Mosteirô (dont le siège est à São Miguel do Souto).